# Teorema de empaquetamiento de circunferencias

Una ilustración del teorema de empaquetamiento de circunferencias en un grafo plano de K5 (el grafo completo de cinco vértices) menos un lado. Las posiciones y los colores de los vértices en el grafo superior y las circunferencias se corresponden; cualesquiera dos vértices tienen un lado y esto es equivalente a suponer tangencia entre ellos. El interior de las circunferencias es disjunto.

El Teorema de empaquetamiento de circunferencias (conocido también como el Teorema Koebe–Andreev–Thurston) describe en el plano las posibles relaciones de tangencia entre círculos cuyos interiores son disjuntos (es decir, sin otras circunferencias en su interior). Un empaquetamiento de circunferencias es una colección conectada de circunferencias (en general, sobre cualquier superficie de Riemann) cuyos interiores son disjuntos. El grafo de intersección (denominado a veces como grafo de tangencia o grafo de contacto) de un empaquetamiento de circunferencias es un grafo que tiene una circunferencia en cada vértice, y el lado de cada par de vértices indica cuales son tangentes. Si el empaquetamiento de circunferencias se realiza sobre el plano, o, equivalentemente, sobre una esfera, entonces su grafo de intersección se denomina 'grafo de monedas'. Los grafos de monedas siempre están conectados, son simples, y planos.
El teorema de empaquetamiento de circunferencias establece que, el contrario de esta afirmación, es también verdad: Para cada grafo conectado y plano G hay un empaquetamiento de circunferencias en el plano cuya grafo de intersección es (isomórfico a) G. El teorema fue formulado por el matemático Paul Koebe en el año 1936.

## Concepto
Un grafo G es triangulado planar si es planar, y cada una de las tres aristas del grafo G están incluidas en la esfera, o en otras palabras, si G es el 1-esqueleto de un complejo simplicial el cual es homeomórfico a la esfera.  Cualquier grafo triangulado planar G se encuentra conectado y es simple, de esta forma el teorema de empaquetado de circunferencias garantiza la existencia de una circunferencia cuyo grafo es (isomórfico a) G.  Si G debe ser finito, de la misma forma el empaquetado tendrá un número finito de circunferencias. Tal y como se puede deducir del anterior teorema, cada grafo planar máximo debe poseer un único grafo asociado. 
| Teorema de Koebe–Andreev–Thurston Si G es un grafo finito triangular plano, entonces el empaquetamiento de circunferencias cuyo grafo de tangencia es (isomórfico a) G es único, salvo transformación de Möbius o reflexión en los lados. |

El matemático William Thurston observa la unicidad como consecuencia del teorema de Rigidez de Mostow. El plano en el que las circunferencias se empaquetan puede ser visto como la frontera de la mitad de un plano del espacio hiperbólico. Con esta perspectiva, cada circunferencia es el contorno de un plano en el espacio hiperbólico. Se puede definir un conjunto de planos a partir de circunferencias empaquetadas, y un segundo conjunto de planos disjuntos definidos por las circunferencias de cada espacio triangular entre tres circunferencias en el empaquetado. Estos dos conjuntos de planos interseccionan formando ángulos rectos, formando generadores de un grupo de reflexión cuyo dominio fundamental puede verse como una variedad hiperbólica. Mediante el teorema de rigidez de Mostow, la estructura hiperbólica de este dominio puede determinarse de forma única, gracias a la isometría de este espacio hipebólico. Estas isometrías pueden ser representadas en términos de acciones en el plano euclídeo en operaciones del modelo de medio plano debido a las transformación de Möbius.